# Die Kuh, die die Zukunft besang
Die Kuh, die die Zukunft besang ist ein Filmdrama von Francisca Alegría. In der Hauptrolle der Umweltfabel mit Elementen des magischen Realismus spielt Mía Maestro die totgeglaubte Magdalena. Die Premiere des Films erfolgte Ende Januar 2022 beim Sundance Film Festival. Im Mai 2023 soll er in die US-Kinos kommen.

## Handlung
Aufgrund der menschengemachten Verschmutzung des Wassers sterben die Fische in den Flüssen Chiles. In Massen werden ihre toten Körper an die Ufer des Río Cruces gespült. Inmitten des Flusses taucht eine Frau nach Luft schnappend aus der Tiefe auf. Sie heißt Magdalena und wurde viele Jahre lang für tot gehalten.
Nach ihrer Rückkehr zu dem Milchbetrieb ihrer Familie, erleidet ihr Ehemann Enrique bei ihrem Anblick einen Herzinfarkt. Daraufhin kehrt seine Tochter Cecilia mit ihren beiden Kindern nach Hause zurück, um sich um ihn zu kümmern. Alle Menschen, denen die Totgeglaubte begegnet, verhalten sich äußerst sonderbar, und auch auf elektrische Geräte scheint ihre Anwesenheit Einfluss zu haben.

## Produktion
Regie führte Francisca Alegría, die gemeinsam mit Fernanda Urrejola und Manuela Infante auch das Drehbuch schrieb. Alegría wurde in Chile geboren und studierte Drehbuch und Regie an der Columbia University.
Mía Maestro spielt die totgeglaubte Magdalena. Alfredo Castro spielt ihren in der Zwischenzeit gealterten Ehemann Enrique. Leonor Varela ist in der Rolle der Tochter Cecilia zu sehen, Marcial Tagle in der Rolle des Sohnes Bernardo. Der nicht-binäre Schauspieler Enzo Ferrada spielt in seiner ersten Filmrolle Cecilias Sohn Tomás, der sich als Frau fühlt.
Erste Vorstellungen des Films erfolgten ab dem 23. Januar 2022 beim Sundance Film Festival. Ende April 2022 wurde er beim San Francisco International Film Festival gezeigt. Im Juni 2022 wurde er beim Festival Internacional de Cine en Guadalajara und ab Mitte Juli 2022 beim Fantasia International Film Festival vorgestellt. Im August 2022 wurde er beim Melbourne International Film Festival gezeigt. Ende April 2023 wurde der Film beim Atlanta Film Festival vorgestellt. Am 19. Mai 2023 soll der Film in ausgewählte US-Kinos kommen.

## Rezeption

### Kritiken

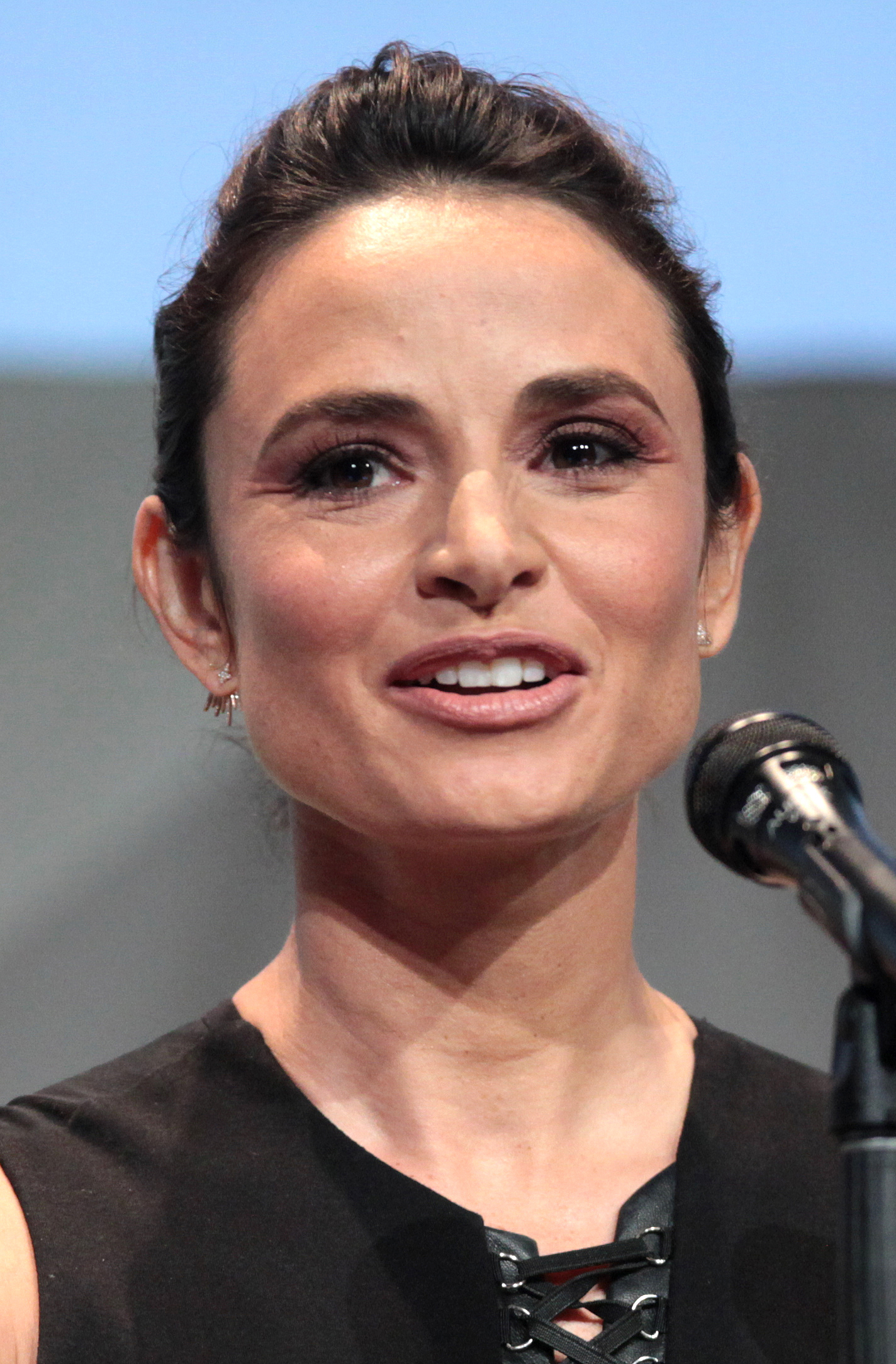
Mía Maestro spielt Magdalena

Von den bei Rotten Tomatoes aufgeführten Kritiken sind 93 Prozent positiv bei einer durchschnittlichen Bewertung mit 6,4 von 10 möglichen Punkten. Bei Metacritic erhielt der Film einen Metascore von 69 von 100 möglichen Punkten.
Caitlin Quinlan von der Filmzeitschrift Little White Lies beschreibt den Film in ihrer Kritik als eine folkloristische Meditation über die Beziehung zwischen Mensch und Umwelt, Mutter und Kind. Francisca Alegrías Film sein von einer mystischen Qualität und bewege sich fließend durch seine minimalistische Handlung. Die Figuren stolperten dabei in traumhaften Szenarien durch die Vision einer Welt, in der sie zu leben hoffen. Wenn Magdalenas Rückkehr mit dem Niedergang des Lebensraums zusammenfalle und sie so als eine Art Öko-Prophetin positioniere, sei dies auch als Mutter-Erde-Allegorie zu verstehen. Selbst in seiner Abstraktheit sei The Cow Who Sang a Song Into the Future ein kurioser Film, der zur Selbstbeobachtung anrege und eine hoffnungsvolle Vision für kollektive Heilung aufzeige.

### Auszeichnungen
Cleveland International Film Festival 2022
- Nominierung im New Direction Competition (Francisca Alegría)[15]

Festival Internacional de Cine en Guadalajara 2022
- Nominierung im Wettbewerb für iberoamerikanische Spielfilme[16]

Filmfest München 2022
- Nominierung im Wettbewerb CineRebels (Francisca Alegria)[17]

Frameline Filmfestival 2022
- Nominierung als Bester Debütfilm für den Jury Prize (Francisca Alegria)[18]

Luxembourg City Film Festival 2022
- Nominierung im Offiziellen Wettbewerb

Melbourne International Film Festival 2022
- Nominierung im Bright Horizons Competition[19]

Miami Film Festival 2022
- Nominierung für den Knight Marimbas Award[20]

Neuchâtel International Fantastic Film Festival 2022
- Nominierung im Internationalen Wettbewerb[21]

San Francisco International Film Festival 2022
- Nominierung im Cine Latino Competition[22]